# Thomas J. Sargent
Thomas John Sargent (Pasadena, Kalifornia, 1943. július 19. –) amerikai közgazdász, aki elsősorban makroökonómiai, monetáris gazdasági és ökonometriai kérdésekkel, gazdasági idősorok elemzésével foglalkozik. Munkásságáért 2011-ben a közgazdasági Nobel-emlékdíjjal tüntették ki Christopher A. Sims-szel közösen.

## Élete
1964-ben diplomázott a Kaliforniai Egyetemen és 1968-ban a Harvard Egyetemen szerezte meg doktori fokozatát. Ezt követően számos egyetemen tanított:  Pennsylvaniai Egyetem (1970–1971), Minnesota Egyetem (1971–1987), Chicagói Egyetem (1991–1998), Stanford Egyetem (1998–2002) és Princetoni Egyetem (2009). Jelenleg a New York Egyetem professzora, közgazdaságtant és üzleti tanulmányokat oktat. 1976 óta az Amerikai Ökonometriai Társaság (Econometric Society) tagja.
1983-ban megválasztották az amerikai művészeti és tudományos akadémia tagjának. 1987 óta a Stanford Egyetemen belül működő Hoover Institution kutatója.

## Munkássága
Elsősorban makroökonómiai, monetáris gazdasági és ökonometriai kérdésekkel foglalkozik, az ún. racionális várakozások elméletének egyik úttörője. Az elmélet szerint a politikusok nem tudják hatásosan befolyásolni a gazdaságot előre megjósolható intézkedések révén, mert azokat a gazdasági szereplők racionálisan beépítik tevékenységükbe. Sargent elsősorban új matematikai eljárásokkal járult hozzá az elmélet fejlődéséhez, amelyek segítették az elmélet ökonometriai modelljeinek pontosítását.
Neil Wallace-al közösen fejlesztették ki a racionális elvárások egyensúlyi elméletének egyik specifikus modelljét (saddle path stability characterization.
2011-en a legtöbbet hivatkozott közgazdászok listáján a 17. helyet foglalta el.

## Kitüntetései
2011-ben megkapta az Egyesült Államok Nemzeti Tudományos Akadémiájának egyik diját, amiért könnyen hozzáférhető formában foglalta össze a szakterületén folyó kutatásokat (NAS Award for Scientific Reviewing). Ugyanazon év szeptemberében megkapta a CME Group-MSRI díját innovatív kvantitatív kutatásaiért (Innovative Quantitative Applications). 2011. október 10-én jelentette be a svéd központi bank, hogy Christopher A. Sims-el közösen neki ítélte a közgazdasági Nobel-emlékdíjat. A közlemény szerint ezzel akarták elismerni "a makroökonómiai ok-okozatok területén folytatott empirikus kutatásait".

## Publikációi
- Sargent, Thomas J. (1971). „A Note on the Accelerationist Controversy”. Journal of Money, Credit and Banking 3 (3), 721–25. o, Kiadó: Blackwell Publishing. DOI:10.2307/1991369. JSTOR 1991369.
- Sargent, Thomas J. and Neil Wallace (1973). „The Stability of Models of Money and Growth with Perfect Foresight”. Econometrica 41 (6), 1043–48. o, Kiadó: The Econometric Society. DOI:10.2307/1914034. JSTOR 1914034.
- Sargent, Thomas J.. Macroeconomic Theory. New York: Academic Press (1979, 1987). ISBN 0-126-19750-4
- Sargent, Thomas J. and Lars P. Hansen (1980). „Formulating and Estimating Dynamic Linear Rational Expectations Models”. Journal of Economic Dynamics and Control 2 (1), 7–46. o. DOI:10.1016/0165-1889(80)90049-4.
- Sargent, Thomas J. and Neil Wallace (1981). „Some Unpleasant Monetarist Arithmetic”. Federal Reserve Bank of Minneapolis Quarterly Review 5 (3), 1–17. o.
- Sargent, Thomas J. (1983). “The Ends of Four Big Inflations” in: Inflation: Causes and Effects, ed. by Robert E. Hall, University of Chicago Press, for the NBER, 1983, p. 41–97.
- Sargent, Thomas J.. Dynamic Macroeconomic Theory. Harvard University Press (1987). ISBN 0-674-21877-9
- Sargent, Thomas J. and Albert Marcet (1989). „Convergence of Least Squares Learning Mechanisms in Self-Referential Linear Stochastic Models”. Journal of Economic Theory 48 (2), 337-368. o. DOI:10.1016/0022-0531(89)90032-X.
- Sargent, Thomas J. and Albert Marcet (1989). „Convergence of Least Squares Learning in Environments with Hidden State Variables and Private Information”. Journal of Political Economy 97 (6), 251. o. DOI:10.1086/261603.
- Sargent, Thomas J. and Lars Ljungqvist. Recursive Macroeconomic Theory. MIT Press (2000, 2004). ISBN 0-262-12274-X
- Sargent, Thomas J. and Lars Hansen (2001). „Robust Control and Model Uncertainty”. American Economic Review 91 (2), 60–66. o. DOI:10.1257/aer.91.2.60.

## Magyarul megjelent művei
- Infláció és a racionális várakozások; ford. Szabó-Bakos Eszter; Nemzeti Tankönyvkiadó, Bp., 2005 (Közgazdasági kiskönyvtár)

## Fordítás
- Ez a szócikk részben vagy egészben  a   Thomas J. Sargent című angol Wikipédia-szócikk fordításán alapul.  Az eredeti cikk szerkesztőit annak laptörténete sorolja fel. Ez a jelzés csupán a megfogalmazás eredetét és a szerzői jogokat jelzi, nem szolgál a cikkben szereplő információk forrásmegjelöléseként.